# Mangga (Medan)
Mangga is een bestuurslaag in het regentschap Medan van de provincie Noord-Sumatra, Indonesië. Mangga telt 30.407 inwoners (volkstelling 2010).